# گرافشافت (راینلاند)
گرافشافت (به آلمانی: Grafschaft) یک شهر در آلمان است که در اهرویلر واقع شده‌است. گرافشافت ۱۰٬۹۹۰ نفر جمعیت دارد.